# Episodi di Dr. Stone (terza stagione)

Titolo della terza stagione

Questa è la lista degli episodi della terza stagione della serie televisiva anime Dr. Stone, prodotta da TMS Entertainment e tratta dall'omonimo manga scritto da Riichirō Inagaki e disegnato da Boichi.
La terza stagione si intitola Dr. Stone: New World e comprende gli episodi dal 36 al 57, per un totale di 22 episodi. La trasmissione è stata divisa in due parti di 11 episodi ciascuna.
La stagione è stata annunciata il 25 marzo 2021 e programmata per il 2023. Il 20 dicembre 2021 è stato confermato un episodio speciale della durata di un'ora, il quale è stato trasmesso il 10 luglio 2022 su Tokyo MX e BS11. La terza stagione invece è stata trasmessa dal 6 aprile al 21 dicembre 2023. La sigla dello speciale è quella della prima stagione, Good Morning World! cantata dai Burnout Syndromes. Le sigle dei primi 11 episodi sono rispettivamente Wasuregataki di Huwie Ishizaki in apertura, e Where Do We Go? degli Okamoto's in chiusura. Nella seconda parte della stagione le sigle sono rispettivamente Haruka di Ryujin Kiyoshi in apertura, e Suki ni shinayo di Anly in chiusura.
Crunchyroll ha rinnovato la distribuzione internazionale della serie in versione sottotitolata e doppiata in vari Paesi, tra cui l'Italia. L'edizione italiana del primo cour è stata pubblicata dal 10 agosto al 14 settembre 2023, mentre il doppiaggio del secondo cour è stato pubblicato, in simultanea con la trasmissione originale, dal 12 ottobre al 21 dicembre 2023.

## Lista episodi

### Speciale
| Titolo italiano Giapponese 「Kanji」 - Rōmaji | In onda        | In onda       |
| Titolo italiano Giapponese 「Kanji」 - Rōmaji | Giapponese     | Italiano      |
| Ryusui 「龍水」 - Ryusui | 10 luglio 2022 | 3 agosto 2023 |
| Gen organizza uno scambio di idee per il progetto di una nave. Con l'aiuto di Minami, Senku va a risvegliare Ryusui, il giovane erede del gruppo finanziario Nanami nonché esperto navigatore, ma dotato di un carattere arrogante ed egoista. Ryusui sentenzia che la nave non potrà andare molto lontano senza un carburante e richiede la proprietà del giacimento di petrolio che troveranno come pagamento del suo aiuto professionale. Per permettere ai vertici del regno della scienza di comprare il petrolio, Ryusui introduce una valuta che porta parte del suo nome, drago, e in poco tempo ogni oggetto o servizio offerto dal regno della scienza viene prezzato. Chrome, Kohaku e Ukyo, partiti alla ricerca del petrolio nei pressi di Shizuoka, non riescono a orientarsi a causa della nuova conformazione del territorio e avrebbero bisogno di una nuova carta geografica. Per ovviare al problema, Senku decide di osservare il paesaggio dall'alto con una mongolfiera e Gen estorce la manodopera necessaria alla raccolta, alla filatura e alla tessitura della canapa eseguite sotto la guida di Yuzuriha. I tessuti più robusti vengono cuciti per formare il pallone, gli altri trasformati in vestiti. Senku, Ryusui e Chrome salgono a bordo della mongolfiera e sfruttano la corrente del ciclone per viaggiare a ovest verso il villaggio Ishigami, ma finiscono in mezzo a un cumulonembo in tempesta. Non riuscendo a liberarsi dalla corrente ascensionale, Chrome propone di cavalcarla usando tutto il combustibile a loro disposizione per uscire dal pericolo. La mongolfiera arriva con successo e in poche ore al villaggio Ishigami, dove Kohaku e Ukyo la stavano aspettando. |                |               |

### Terza stagione
| Nº serie | Nº | Titolo italiano Giapponese 「Kanji」 - Rōmaji - Traduzione letterale | In onda          | In onda           |
| Nº serie | Nº | Titolo italiano Giapponese 「Kanji」 - Rōmaji - Traduzione letterale | Giapponese       | Italiano          |
| 36       | 1  | New World Map 「New World Map」 – "La nuova mappa del mondo" ovvero "La mappa del nuovo mondo" | 6 aprile 2023    | 10 agosto 2023    |
| 36       | 1  | La ricerca del greggio continua con l'aiuto e la vista aguzza di Kohaku, che accompagna Senku e Ryusui in mongolfiera; Chrome e Ukyo invece seguono da terra la squadra aerea e si tengono in contatto con loro via radio. Mentre si aggiungono nuovi dettagli alla cartina, il gruppo esplorativo del regno della scienza sposta l'attenzione ai luoghi per cacciare, e in secondo luogo a quelli per coltivare. Una stabile fonte di cibo infatti, oltre a rifornire la nave di sufficienti provviste, è essenziale per far aumentare la popolazione risvegliando le statue. Taiju prende a cuore questa opportunità e si dedica con tutto se stesso all'agricoltura, dalla semina del grano alla cura del terreno sfruttando la basicità del carbonato di calcio, come ricordava da un vecchio discorso di Senku. L'efficacia del lavoro di Taiju viene dimostrata con una cartina al tornasole, confrontando il buon pH del suo terreno con quello scarseggiante del campo coltivato da Magma e Yo, e tutti, di comune accordo, conferiscono a Taiju il titolo di mastro agricoltore. Nonostante il buon raccolto di grano, il pane che prova a sfornare Senku riesce malissimo e si rende necessario l'aiuto di un cuoco esperto. |                  |                   |
| 37       | 2  | Voglio = Giusto 「欲しい＝正義」 - Hoshii = Masayoshi | 13 aprile 2023   | 10 agosto 2023    |
| 37       | 2  | Ryusui fa risvegliare François, il suo maggiordomo e cuoco, grazie all'ultima boccetta di liquido del risveglio conservata da Minami. François si appresta a sfornare il pane che gli è stato richiesto, lo Stollen, in grado di conservarsi per dieci mesi grazie alla giusta proporzione di acqua e agenti lievitanti nell'impasto. In cambio dell'ultimo liquido del risveglio rimasto, Minami si è fatta promettere da Gen un oggetto costruito da Senku. Quest'ultimo, dopo essere messo al corrente della richiesta, ricava uno specchio con del vetro argentato, che servirà da supporto per dagherrotipi. Minami, infatti, aveva espresso il desiderio di avere una macchina fotografica, che una volta costruita tornerà utile anche alla squadra di esplorazione per avere delle immagini del paesaggio ben dettagliate. Il soggetto della prima fotografia del nuovo mondo però è proprio Senku, in una posa che omaggia il fisico Albert Einstein. |                  |                   |
| 38       | 3  | First Contact 「ファーストコンタクト」 - Fāsuto Kontakuto – "Il primo contatto" | 20 aprile 2023   | 17 agosto 2023    |
| 38       | 3  | L'inverno sta avvicinandosi e l'agricoltura dà i suoi frutti, ma per preparare un piatto veramente prelibato, le rillettes di cinghiale al tartufo, François chiede l'aiuto di Suika per l'allevamento degli animali e la ricerca dei tartufi. Il cinghialetto che diventa amico di Suika è solito rotolarsi in pozzanghere oleose, e grazie a lui Senku e gli altri trovano proprio la pozzanghera nera che Kohaku aveva visto in una foto: il campo petrolifero di Sagara. Inizia subito l'estrazione del petrolio e la distillazione della benzina, con conseguente test su un motoscafo effettuato da Senku, Chrome, Ryusui, Ukyo e Gen. Per stimare la posizione della barca, i cinque passeggeri usano un sistema radar passivo centralizzato su un'antenna per il telefono ad alta potenza, installata sulla fortezza di Tsukasa. Tuttavia, proprio la lunga portata delle onde raggiunge una persona che disturba la loro comunicazione telefonica, imponendo ripetutamente sulla stessa frequenza il segnale in codice Morse "WHY" (lett. "Perché"). I sospetti di Senku ricadono sul responsabile della pietrificazione. |                  |                   |
| 39       | 4  | Gli occhi della scienza 「科学の眼」 - Kagaku no me | 27 aprile 2023   | 17 agosto 2023    |
| 39       | 4  | Le decisioni su come comportarsi con Whyman – questo il nome dato al misterioso interferitore – vengono lasciate ai cinque "generali dell'ingegno", ovvero coloro che si trovavano sul motoscafo al momento della trasmissione. Per prima cosa Senku realizza un oscilloscopio a tubo catodico, sfruttando il solfuro di zinco per illuminare lo schermo e il cristallo di quarzo per l'oscillazione sull'asse temporale. Tale strumento viene usato sul motoscafo come display sia per l'intensità del segnale radar, che per il sonar, grazie al quale gli ingegneri riescono a localizzare i più grossi banchi di pesci. Le nuove strumentazioni, a causa dell'elevato consumo di energia in una lunga traversata, richiedono un'alimentazione a motore ottenibile solo da avanzate lavorazioni industriali, a loro volta esigenti grandi quantità di materie prime. Usando un magnetometro a bobina collegato all'oscilloscopio a mo' di cercametalli, Chrome trova un deposito di ferro sul quale viene aperta appositamente una miniera. Successivamente, con la creazione di un'infrastruttura di trasporti basata su strade asfaltate e collegamenti marittimi ha ufficialmente inizio l'era industriale del nuovo mondo. |                  |                   |
| 40       | 5  | La nave della scienza, Perseus 「科学船ペルセウス」 - Kagakusen Peruseusu | 4 maggio 2023    | 24 agosto 2023    |
| 40       | 5  | La costruzione della nave non procede per il verso giusto a causa di grosse imprecisioni nell'assemblaggio dei componenti dello scafo, pertanto Ryusui sfoggia la sua esperienza di modellismo plasmando una nave in scala 1:48, che viene poi ridimensionata con l'ausilio di un pantografo. Successivamente, Senku e Kaseki si occupano della produzione dell'acciaio e del tornio per la motorizzazione della nave, mentre Ryusui guida una squadra di ricerca delle falene dei bachi da seta per ricavare dei costumi da bagno. La nave della scienza viene completata dopo un anno e prende il nome di Perseus, dall'omonimo eroe greco. Minami, che nel frattempo ha documentato con grande solerzia la realizzazione della nave, è triste al pensiero di dover salutare per sempre coloro che vi salperanno, ma Senku le promette che torneranno in Giappone una volta risolto il mistero della pietrificazione. Dopo la foto di gruppo in testimonianza del varo, Ryusui, in qualità di capitano, chiama sulla nave le persone che ha scelto per il suo equipaggio, a cui si aggiungono Hyoga e Homura tenuti in gabbia e l'indeciso Ginro. |                  |                   |
| 41       | 6  | Treasure Box 「Treasure Box」 – "Lo scrigno del tesoro" | 11 maggio 2023   | 24 agosto 2023    |
| 41       | 6  | La rotta seguita da Perseus punta all'isola dove il padre di Senku e i suoi colleghi atterrarono, su cui si trova ancora l'astronave Soyuz che – stando alle cento storie – farebbe da scrigno a una collezione di minerali preziosi. Tra questi minerali ci sarebbe il platino, e la sua conquista da parte del regno della scienza darebbe la svolta necessaria alla produzione in massa di acido nitrico per il risveglio di tutta l'umanità. Un lento e progressivo aumento della popolazione, infatti, non sarebbe più possibile dal momento che è stato raggiunto il numero di Dunbar di persone risvegliate, e senza un piano concreto di sviluppo si rischierebbe di perdere il controllo come avvenne con Tsukasa. Un membro dell'equipaggio, avendo ascoltato i discorsi di Senku, afferma di chiamarsi Soyuz e di provenire proprio dall'isola verso cui stanno navigando; da questa rivelazione i capitani deducono che l'isola sia ancora abitata dai discendenti di Byakuya e solo alcuni di essi riuscirono a emigrare in Giappone per fondare il villaggio Ishigami. Senku ricava un rimedio per il mal di mare estraendo la scopolamina da uno stramonio, ma ben presto la nave si ritrova in mezzo a una tempesta. Grazie all'esperienza di Ryusui, Perseus resiste alla furia delle onde e si avvicina sempre più all'isola agognata. |                  |                   |
| 42       | 7  | La luce della disperazione e della speranza 「絶望と希望の光」 - Zetsubō to kibō no hikari | 18 maggio 2023   | 31 agosto 2023    |
| 42       | 7  | I navigatori approdano con cautela perché non sanno se la popolazione dell'isola sarà amichevole con loro, perciò sbarcano solo Senku, Soyuz, Kohaku e Gen in avanscoperta. Gli altri compagni rimasti sulla nave vengono pietrificati dal raggio non appena scoprono delle statue sul fondale marino; solo Suika, che si era imbarcata clandestinamente, viene salvata all'ultimo istante da Ryusui che la manda sull'isola con un calcio. I quattro esploratori si accorgono dell'accaduto e puntano a trovare degli alleati sull'isola per contrastare la forza che governa il raggio pietrificante. Senku analizza con un cianoacrilato le impronte digitali lasciate su alcune conchiglie gettate a terra, poi da un capello trovato da Gen e analizzato al microscopio capisce che la persona che stanno cercando, una giovane ragazza, vive nell'entroterra. Alla luce di ciò, i quattro si addentrano nell'isola e trovano la ragazza, chiamata Amaryllis e molto corteggiata. La sua missione è quella di sposare il signore dell'isola e avere l'occasione di sottrargli il controllo del raggio pietrificante. Gli altri uomini innamorati di lei però non lo accettano e danno vita a una sommossa contro il loro rivale, prontamente arrestata da Senku con del cloroacetone usato come gas lacrimogeno. Dopo aver capito di avere un nemico comune, Amaryllis si schiera dalla parte dei quattro esploratori.                                             |                  |                   |
| 43       | 8  | L'asso nella manica è sulla nave della scienza 「切り札は科学の船に」 - Kirifuda wa kagaku no fune ni | 25 maggio 2023   | 31 agosto 2023    |
| 43       | 8  | Cinque anni prima Amaryllis sopravvisse al raggio pietrificante mentre i suoi amici con cui si trovava in barca, nel tentativo di lasciare l'isola, ne vennero avvolti e sprofondarono nel mare. Giunta la sera, la ragazza descrive a Senku ciò che vide: l'arma fu lanciata, legata da una corda, dalla guerriera Kirisame, ed emanò una luce verde che si espanse sfericamente fino a un certo raggio. Tutto ciò che veniva illuminato iniziava a pietrificarsi, la stessa Amaryllis venne raggiunta dalla luce ai capelli, ma strappandoseli in tempo riuscì a salvarsi. Kohaku, in quanto brava a combattere, viene scelta per affiancare Amaryllis e rubare il raggio al giovane signore, ma per proporsi dev'essere truccata e il materiale necessario è nel laboratorio scientifico all'interno della Perseus. Il gruppo di Senku si avvicina alla costa e manda un segnale alla nave riguardo al laboratorio, sperando di trovare qualcuno ancora vivo e in grado di recepirlo. Difatti Ginro si è salvato dalla pietrificazione, ma nel farsi vedere da Senku rischia di essere scoperto da Ibara, il primo ministro dell'isola in perlustrazione sulla nave con i suoi uomini. Fortunatamente Suika, dopo aver celato la barchetta usata dal gruppo di avanscoperta, è tornata a bordo della nave e crea un diversivo per togliere Ginro dai guai. |                  |                   |
| 44       | 9  | Lo splendore della scienza 「美しい科学」 - Utsukushī kagaku | 1º giugno 2023   | 7 settembre 2023  |
| 44       | 9  | Suika e Ginro camuffano il laboratorio mobile con un cespuglio, lo portano fuori dalla nave e si riuniscono al gruppo di Senku. Lo scienziato, unendo le ammine di un mollusco e lo scatolo del gelsomino produce l'odore dello sterco da mescolare con il gas di scarico, in modo da far credere agli assalitori che il laboratorio sia un animale selvatico. Una volta raggiunta la grotta degli zaffiri, situata sotto l'isola e al sicuro dagli inseguitori, la squadra della scienza si mette all'opera per produrre i cosmetici necessari: con olio di cocco, idrossido di sodio e acido solforico ricava lo shampoo, ma i capelli di Kohaku hanno bisogno di essere ammorbiditi con del balsamo, prodotto con miele, limone e olio di cocco. Polverizzando altri minerali come la mica e la sericite Senku ottiene il glitter, il fondotinta, il rossetto e il profumo, con cui completare il trucco di Kohaku. Amaryllis propone di approfittare dei nuovi prodotti e di provare a truccare qualcun altro per avere più possibilità di riuscita e Ginro, essendo l'unico ad avere una corporatura e una fisionomia femminile, viene scelto per l'interpretazione. Quel pomeriggio Amaryllis, Kohaku e Ginro vengono scelti assieme ad altre ragazze per entrare nell'harem del signore dell'isola e si avviano verso la sua dimora. |                  |                   |
| 45       | 10 | Science Wars 「Science Wars」 – "Guerre scientifiche" | 8 giugno 2023    | 7 settembre 2023  |
| 45       | 10 | Senku costruisce un ricevitore radio a galena dall'aspetto di un orecchino e lo consegna a Kohaku. Grazie a questo interfono lo scienziato comunica alla ragazza che per impossessarsi del raggio dovranno farlo lanciare in aria da Kirisame, poi il team della scienza si occuperà di recuperarlo al volo con un drone. Per poter realizzare questa macchina, Senku spiega a Suika, Gen e Soyuz il funzionamento del motore elettrico in corrente continua e si fa aiutare da loro per costruirne uno per ciascuna elica. Prima del drone, la squadra crea un'automobilina automatica camuffata da topo e la fa arrivare al gruppo di Kohaku come mezzo da rilasciare in caso di emergenza. Mentre Amaryllis distrae Oarashi e altri due guardiani, Kohaku si allontana e fa una scoperta che comunica subito al gruppo di Senku tramite un rebus nascosto nell'automobilina: il platino si trova lì. |                  |                   |
| 46       | 11 | Un miracolo con il mio pugno 「奇跡はこの掌で」 - Kiseki wa kono tenohira de | 15 giugno 2023   | 14 settembre 2023 |
| 46       | 11 | I minerali rari sono racchiusi nella navicella Soyuz, all'interno di una robusta sfera di cemento. Per infrangerla senza fare troppo rumore, Senku escogita una bomba silenziosa e consegna a Kohaku delle provette di acido solforico e solfato di calcio anidro da inserire in piccoli fori praticati sulla superficie dell'involucro, quindi Amaryllis e Ginro distraggono le guardie mentre la loro amica fora il cemento. Kohaku torna quella sera, quando la reazione tra i composti è avvenuta e l'aumento del volume ha rotto l'involucro, prende della sabbia gialla che trova in una bottiglia e la invia a Senku con un'automobilina prima che i nemici la scoprano. La sabbia è polvere d'oro, mischiata con alcuni granelli di platino che, dalla loro ingente quantità, fanno intuire l'enorme fatica che ha impiegato Byakuya per raccoglierlo fino alla fine dei suoi giorni. Conquistato il nuovo catalizzatore, Senku imbastisce un macchinario per la sintesi dell'acido nitrico, il liquido del risveglio, e si prepara alla prossima mossa del regno della scienza per la conquista del raggio pietrificante. |                  |                   |
| 47       | 12 | Il contrattacco del Regno della Scienza 「反撃の科学王国」 - Hangeki no kagaku ōkoku | 12 ottobre 2023  | 12 ottobre 2023   |
| 47       | 12 | Le prossime azioni d'attacco del regno della scienza richiedono la presenza di tutto l'equipaggio della Perseus, che però è pietrificato e sta venendo buttato in mare dagli scagnozzi di Ibara. L'unico che viene salvato è Ryusui, per smascherare una supposta traditrice nell'harem. Alle ragazze viene chiesto di rompere la statua di Ryusui e Kohaku non se lo fa ripetere due volte, facendo attenzione a dividerla in pezzi facilmente ricomponibili. I frammenti vengono mandati al gruppo di Senku con le topomobiline e Ryusui viene ricomposto e risvegliato. Il prossimo amico che devono riportare in vita per poter costruire il drone è Kaseki. Ryusui e Soyuz si immergono con delle bombole d'ossigeno ricavate da due tubi del laboratorio mobile saldati alle estremità e caricate a 50 atmosfere, in modo da avere 10 minuti di immersione subacquea. Soyuz mostra a Ruysui il punto da cui sono state buttate le statue, ma sono affondate più lontano dalla costa a causa della corrente di risacca. Per sollevare la statua di Kaseki, parzialmente sprofondata nel fondale, Ryusui chiede a Senku, Gen e Suika del liquido del risveglio con cui desta Taiju, affondato lì vicino come tutto il resto dell'equipaggio. lavorando insieme, Ryusui, Soyuz e Taiju riescono a estrarre il vecchio artigiano e tornano in superficie. |                  |                   |
| 48       | 13 | Il vero volto di Medusa 「石化光線の素顔」 - Sekka kōsen no sugao | 19 ottobre 2023  | 19 ottobre 2023   |
| 48       | 13 | Il team della scienza risveglia Kaseki, che si mette subito a costruire dei cuscinetti meccanici a sfere e delle eliche di penne d'uccello per il drone. Nel mentre, Taiju recupera poco per volta i corpi sommersi degli altri amici e li porta nella grotta. Ginro è stato convocato dal signore dell'isola e in piena notte si reca nel suo giaciglio, dove si trova anche Ibara. Prima di venire aggredito sparge dell'acetato di etile per stordire il ministro e sbircia dietro la tenda che copre il signore, notando che si tratta soltanto di un uomo pietrificato rassomigliante a Soyuz. Ibara ferisce mortalmente Ginro per aver scoperto il segreto e Kohaku, nel bel mezzo di una battaglia con Moz che l'ha riconosciuta come intrusa, corre ad aiutarlo. L'unica speranza di salvezza per Ginro è venire pietrificato, perciò Kohaku rivela in segreto le informazioni scoperte da Ginro e sale con lui in cima alla capanna del signore, il punto più alto dell'isola, per urlarlo a tutti. Prima di riuscirci, come immaginava, Kirisame pietrifica lei e Ginro, ma mentre gli altri abitanti tengono gli occhi chiusi su ordine di Ibara, Kohaku riesce a vedere nitidamente le fattezze dell'arma pietrificante, soprannominata Medusa. |                  |                   |
| 49       | 14 | Un deal game con duello mentale 「頭脳戦のディールゲーム」 - Zunō-sen no Dīru Gēmu | 26 ottobre 2023  | 26 ottobre 2023   |
| 49       | 14 | Anche Yuzuriha, Chrome e Ukyo vengono risvegliati dalla pietrificazione. Amaryllis raggiunge la grotta e racconta ai suoi compagni l'accaduto, lasciando a Senku e agli altri le deduzioni sul caso. In particolare, considerata la cautela di Ibara, viene confermato che l'arma pietrificante è una sola (quella in mano a Kirisame) e l'unico a sapere che il signore dell'isola è pietrificato è lui. D'improvviso sopraggiunge Moz, dopo aver seguito Amaryllis fin lì, e mette alle strette il regno della scienza. Chrome nota un particolare che gioca a loro favore: pur essendone a conoscenza, Moz non ha avvisato Ibara del fatto che Ginro era un infiltrato. Ciò implica che, come il regno della scienza, è nemico del primo ministro, ma non può ucciderlo finché sussiste la minaccia del raggio pietrificante manovrato da Kirisame, alle strette dipendenze di Ibara. Grazie a numerose tecniche di manipolazione mentale adoperate abilmente da Gen, il gruppo guadagna la collaborazione di Moz per rubare il raggio pietrificante, anche se dopo l'operazione rischieranno di esserne vittime. Moz riceve l'orecchino di Kohaku e un'arma più sofisticata, dopodiché attacca i guardiani dell'isola con la sua forza estrema per spingerli a ricorrere al raggio pietrificante. |                  |                   |
| 50       | 15 | Battaglia decisiva in tre dimensioni 「三次元の決戦」 - Sanjigen no kessen | 2 novembre 2023  | 2 novembre 2023   |
| 50       | 15 | Per avere la meglio su Moz una volta che il raggio pietrificante sarà nelle loro mani, Senku costruisce una pistola a pallottole di ferro e prepara una reazione di acido nitrico, fulminato di mercurio e alcol come detonatore. L'arma viene affidata a Yo, che viene risvegliato appositamente, ma tutti condividono l'idea di ricorrervi solo in caso di estrema necessità per limitare al minimo i morti e i feriti. Il piano prevede di travestire alcuni di loro da guerrieri incappucciati per attirare l'attenzione dei guerrieri dell'isola e far lanciare a Kirisame l'arma pietrificante, che rimarrà avvinghiata nel drone e trascinata a terra. Vengono risvegliati Kinro, Nikki e Magma per recuperare il drone dopo la cattura e viene preparato un apposito filo di carbonio più resistente di una comune corda. Il drone viene stabilizzato sfruttando l'effetto giroscopico di un fidget spinner installato nell'asse contrale, e dotato di un controller con un potenziometro per ciascuna delle quattro eliche. All'alba successiva i guerrieri della scienza si preparano alla battaglia presso la rupe del lamento e Moz avverte i suoi uomini. Oarashi schiera la sua forza bruta, ma trova Kinro a fronteggiarlo. |                  |                   |
| 51       | 16 | Battle Royale 「全土大乱戦」 - Zendo dairansen – "Battaglia di stato" | 9 novembre 2023  | 9 novembre 2023   |
| 51       | 16 | Moz finge di essere in difficoltà contro i guerrieri misteriosi e convince Kirisame a lanciare l'arma pietrificante. Senku osserva che la traiettoria di tiro è troppo bassa, infatti ciò che la ragazza ha lanciato è un falso, e avvisa i suoi compagni di ritirarsi nel laboratorio. Ibara aveva intercettato le comunicazioni del regno della scienza con l'orecchino di Kohaku, e intuendo il tradimento di Moz ha dato a Kirisame una finta arma pietrificante. Moz insegue i forestieri per far credere a Kirisame di essere ancora dalla sua parte ma non riesce a raggiungere il laboratorio in movimento. In quel momento Ibara sta facendo salire a bordo della Perseus tutti gli abitanti dell'isola prima di pietrificarla interamente assieme agli impostori. Magma ha rubato nella notte la pistola di Yo per uccidere più in fretta Ibara, Gen lo ha inseguito per dissuaderlo dall'agire inconsciamente ma non riesce a fermare la sua avanzata verso la nave, dove si trova il nemico. Il gruppo di Senku si divide in due: mentre una metà va a dare man forte a Magma e Gen, l'altra si reca nella capanna del signore dell'isola per prenderne la statua e mostrarla a tutti, e annullare così l'autorità di Ibara. La statua del signore, ovvero del padre di Soyuz, è stata ridotta a pezzi dal ministro ma nonostante non possa ritornare in vita a causa del deterioramento, la squadra guidata da Yuzuriha si mette al lavoro per ricomporla. |                  |                   |
| 52       | 17 | Joker 「Joker」 | 16 novembre 2023 | 16 novembre 2023  |
| 52       | 17 | I combattimenti del regno della scienza assaltano la nave e un lampo di luce ottenuto sparando una pallottola di magnesio fa allontanare buona parte degli uomini di Ibara. Moz arriva dopo poco e butta in mare Yo prima che gli possa sparare, dopodiché insegue insieme a Ibara i fuggitivi nella stiva. Senku si fa seguire nella stanza dov'è tenuto prigioniero Hyoga e lo risveglia per farlo combattere con Moz; Ibara invece, avendo scoperto il potere della resurrezione in mano agli stregoni, torna sul ponte preoccupato per la statua del signore dell'isola. Hyoga decide di schierarsi dalla parte di Senku dopo un confronto con Moz sulle preferenze delle persone da risvegliare, consentendo ai suoi alleati di lasciare la stiva. Taiju urla a gran voce la verità sul signore dell'isola mostrandone la statua, proprio mentre Kirisame dubita che l'ordine di Ibara di pietrificare l'intera isola sia impartito dall'alto. Ibara pietrifica la ragazza, subito dopo Yo, affiorato dal mare, spara alla mano che afferra l'arma pietrificante facendo perdere la presa al nemico, che la lascia cadere proprio nelle mani di Yo. |                  |                   |
| 53       | 18 | Il brillio della rovina 「滅びの煌めき」 - Horobi no hirameki | 23 novembre 2023 | 23 novembre 2023  |
| 53       | 18 | Mentre Hyoga combatte contro Moz con la lancia che Kinro gli ha prestato, Senku lubrifica un pezzo di canna di bambù con della grafite ottenuta da fuliggine e alcol per far roteare la lancia su se stessa e garantire al loro combattente di avere la meglio su Moz. Ibara si getta dalla nave per avvicinarsi a Yo e pronunciare il comando di attivazione di Medusa. Yo viene pietrificato e Ibara recupera l'arma, la riattiva e la fa ingoiare a Oarashi convincendolo a correre fino al centro dell'isola per non venire pietrificato. Gli abitanti del regno della scienza inseguono Oarashi sperando di potergli rubare l'arma, frattanto Chrome spiega a Senku che la velocità di espansione dell'onda pietrificante è sempre costante e Ukyo rivela il metodo di attivazione dell'arma che ha sentito venire pronunciato da Ibara a distanza. Tutti sull'isola vengono pietrificati, ad eccezione di Ibara che si era rifugiato sulla nave e Senku, che è riuscito a difendersi dalla pietrificazione. Lo scienziato attira il nemico verso il laboratorio e prova ad attivare Medusa tramite il telefono ma senza successo, quindi si palesa a lui e rilancia la sua sfida. |                  |                   |
| 54       | 19 | Last Man Standing 「Last Man Standing」 – "L'ultimo uomo rimasto in piedi" | 30 novembre 2023 | 30 novembre 2023  |
| 54       | 19 | Senku è riuscito ad annullare la pietrificazione su sé stesso bagnandosi di liquido del risveglio proprio mentre la luce lo raggiungeva, e per calcolare la velocità di propagazione del raggio nonché l'istante esatto in cui lanciare in aria la boccetta di liquido che sarebbe caduta su di lui, gli sono stati d'aiuto i suoi amici, posti ad egual distanza e pronti a fare un segnale con la mano quando raggiunti dal fronte d'onda. Ibara non viene messo fuori gioco neanche da un diversivo di Senku, che viene infilzato a un braccio e inseguito fino al culmine di una scogliera. Senku però aveva risvegliato Ryusui, che dopo un segnale inviato tramite il ricevitore a orecchino fa volare il drone che si impiglia all'arma pietrificante lanciata da Ibara. Durante la cattura Ryusui finisce nuovamente pietrificato ma aggancia l'orecchino all'arma, in modo che Senku possa attivarla a distanza. Ibara viene pietrificato e la battaglia è vinta. Senku, l'ultimo rimasto in vita sull'isola, riceve una telefonata dal regno della scienza che allevia la sua solitudine. |                  |                   |
| 55       | 20 | First Dream 「First Dream」 – "Il primo sogno" | 7 dicembre 2023  | 7 dicembre 2023   |
| 55       | 20 | Gradualmente tutti i membri del regno della scienza e del regno della pietrificazione vengono risvegliati e si tiene una grande festa sulla Perseus. Secondo Chrome, la telefonata che Senku ha ricevuto e che si è interrotta subito per via della batteria scarica non era per un semplice saluto. Non appena riparata la strumentazione della nave fatta distruggere da Ibara, Senku si rimette in contatto con la terraferma e Ruri conferma di averlo telefonato per sapere il motivo di alcune strane interferenze. Proprio in quel momento, e ripetutamente nei giorni a seguire, giunge ai terminali telefonici una voce artefatta con lo stesso timbro vocale di Senku che pronuncia il comando di attivazione del raggio pietrificante per un'estensione pari al diametro terrestre. Per approfondire le conoscenze sull'arma pietrificante il gruppo risveglia un antico abitante dell'isola, chiamato Matsukaze, la cui statua era stata trovata da Taiju sul fondale marino; egli racconta di aver assistito a una pioggia di onde pietrificanti che hanno sterminato il suo popolo. Con un'antenna parabolica Senku e Ukyo triangolano la distanza della sorgente della serie di messaggi, che concludono trovarsi sulla Luna, ovvero il prossimo obiettivo che Senku si pone. |                  |                   |
| 56       | 21 | L'isola del tesoro 「『宝島』」 - Takarajima | 14 dicembre 2023 | 14 dicembre 2023  |
| 56       | 21 | Il progetto di raggiungere la Luna richiederà una quantità smisurata di materiali e manodopera, pertanto Senku decide di iniziare la ripartenza dall'isola del tesoro, proprio dove atterrò l'equipaggio di Byakuya, facendola diventare parte integrante del regno della scienza. Soyuz, in quanto legittimo principe ereditario, viene decretato nuovo signore dell'isola e ottiene l'aiuto di tutti per installare una stazione radio alimentata a pala eolica. Senku e gli altri inoltre condividono molte nozioni e invenzioni per favorire il progresso scientifico e offrono a tutti uno spettacolo di fuochi d'artificio. La Perseus fa ritorno a casa con l'equipaggio di partenza, eccetto Soyuz che ha preferito restare sull'isola, e con l'aggiunta di Kirisame e Matsukaze. I viaggiatori tornano vittoriosi portando la macchina pietrificante e il metodo produttivo del liquido del risveglio, con i quali intendono curare e risvegliare Tsukasa. |                  |                   |
| 57       | 22 | Beyond the New World 「Beyond the New World」 – "Oltre il nuovo mondo" | 21 dicembre 2023 | 21 dicembre 2023  |
| 57       | 22 | L'ultimo fievole raggio pietrificante che è in grado di produrre Medusa, dopo essersi scaricato nell'uso su larga scala, è provvidenziale per curare Tsukasa. Senku è l'unico della squadra esplorativa a non aver perso le crepe sul volto con la recente pietrificazione, così chi le ha perse se le ritinge per solidarietà. Lo scienziato però pensa ai preparativi per lo sbarco sulla Luna; Kaseki e Yuzuriha costruiscono un mappamondo tridimensionale con i modellini delle città – capoluoghi del regno della scienza – che Senku vuole costruire per progredire. La prima di queste è in Nord America, dove va mietuto prima dell'inverno il mais dentato giallo per produrre l'alcol necessario a grandi dosi di liquido del risveglio. C'è un po' di preoccupazione nel risvegliare (anche se gradualmente) tutta l'umanità, ma Tsukasa è sicuro di riuscire a garantire la sicurezza e il controllo delle nuove comunità, inoltre si trova d'accordo con l'uso del denaro che vuole fare Ryusui e viene ammesso ufficialmente come alleato del regno della scienza. La nave Perseus, carica di obiettivi e propositi, riparte verso l'America. |                  |                   |